# 尼古拉·库拉耶夫
尼古拉·德米特里耶维奇·古拉耶夫（俄語：Николай Дмитриевич Гулаев，1916年8月25日—1985年9月27日）是第二次世界大战中得分第四高的苏联王牌飞行员，获得了50多次个人空中胜利。他后来成为苏联空军的航空大将。